# Tetraphleps latipennis
Tetraphleps latipennis är en insektsart som beskrevs av Van Duzee 1921. Tetraphleps latipennis ingår i släktet Tetraphleps och familjen näbbskinnbaggar. Inga underarter finns listade i Catalogue of Life.